# 气球辩论
气球辩论（balloon debate）是一种多方辩论。辩论中构想了这样的虚拟情景——一个将要失事的热气球正在下坠，必需要扔出一个人以保证热气球上剩下所有人的安全。辩论的参与者均为热气球的乘客，需要说服观众以避免自己成为被扔出去的那一个人。每位辩论者的发言都必须阐述为什么他们不应该被抛出气球。为了增加辩论的趣味性，通常每个参与者都会被赋予一个虚拟身份以代言某个名人、职业，或虚拟人物等等。“即将失事的热气球”有时也会被其它危险的情景代替，例如海难后的木筏或核战争后的掩体。 
气球辩论经常被教师用于鼓励学生“在（执行）任务时，优先考虑能获得复杂性收益的内容（prioritize content with resulting gains in complexity when they [perform] the task）“。
现代的电视中不乏通过改编气球辩论形式产生的各类节目；首个类似节目也许是真人秀《名人老大哥》。气球辩论也被用于英国的中等教育普通证书的课程中。